# Monorthochaeta
Monorthochaeta is een geslacht van vliesvleugeligen uit de familie Trichogrammatidae. De wetenschappelijke naam van dit geslacht is voor het eerst geldig gepubliceerd in 1923 door Blood.

## Soorten
Het geslacht Monorthochaeta omvat de volgende soorten:
- Monorthochaeta adanaensis Doganlar, 2002
- Monorthochaeta galatica Nowicki, 1935
- Monorthochaeta nigra Blood, 1923